# Antonio Nibby
Antonio Nibby (Roma, 4 de octubre de 1792 – Roma, 20 de diciembre de 1839) fue un arqueólogo y profesor italiano.

## Biografía
Nació en San Giorgio, una localidad perteneciente a Amatrice, y vivió en Roma, en el número 11 de la vía de la Minerva. Sobre la fachada de la casa hay una lápida de mármol colocada por el ayuntamiento de Roma en el 1939: «In questa casa visse e morì Antonio Nibby nativo di S. Giorgio di Amatrice, maestro insigne di archeologia, sommo cultore delle romane memorie, nel centenario della sua morte 1939» («En esta casa vivió y murió Antonio Nibby, natural de Giorgio de Amatrice, insigne maestro de arqueología, sumo investigador de las memorias romanas, en el centenario de su muerte, 1939»). En el año 1812 trabajó al servicio del Estado Pontificio para dirigir las excavaciones arqueológicas en la ciudad de Roma y su entorno. También fue profesor de arqueología en la Universidad de Roma. Fundó la Nuova accademia ellenica, en imitación de la Academia Tiberina, con el objetivo de promover los estudios de la lengua griega.

## Obras
- Viaggio antiquario ne' contorni di Roma di Antonio Nibby membro ordinario dell'Accademia Romana di Archeologia. Roma, Vincenzo Poggioli stampatore camerale, 1819. Tomo I: che contiene il viaggio a Veji, Fidene, Tívoli, Alba Fucens, Subiaco, Gabii, Collazia, Labico, e Preneste; Tomo II che contiene il viaggio a Frascati, Tusculo, Algido, Grottaferrata, alla Valle Ferentina, al Lago Albano, ad Alba, Aricia, Nemi, Lanuvio, Cora, Anzio, Lavinio, Ardea, Ostia, Laurento, e Porto (en línea)
- Analisi storico-topografico-antiquaria della carta de' Dintorni di Roma. (3 vol.) Roma, 1837 (en línea)
- Le mura di Roma disegnate da sir William Gell, illustrate con testo e note da A. Nibby. Roma, 1820
- Il tempio della Fortuna Prenestina ristaurato da Costantino Thon (Roma, 1825)
- Itinerario di Roma e delle sue vicinanze compilato secondo il metodo di M. Vasi da A. Nibby. Roma, 1830 (en línea)
- Roma nell'anno MDCCCXXXVIII, descritta da Antonio Nibby. (4 vol.) Roma, 1838–1841 (en línea)
- Degli orti serviliani: dissertazione di Antonio Nibby. Roma, Tip. della Rev. Camera Apostolica, 1835
- Roma antica di Famiano Nardini: riscontrata, ed accresciuta delle ultime scoperte, con note ed osservazioni critico antiquarie. Romas, 1820 (en línea)
- Del tempio della Pace e della basilica di Costantino dissertazione di A. Nibby. Roma, 1819
- Della via Portuense e dell'antica città di Porto. Ricerche di Antonio Nibby. Roma, per i tipi di Angelo Ajani, 1827 (en línea)
- Monumenti scelti della Villa Borghese, descritti da Antonio Nibby. Roma, 1832 (en línea)
- Descrizione della Villa Adriana. Roma : per i tipi di Angelo Ajani, 1827 (en línea)
- Elementi di archeologia: ad uso dell'Archiginnasio Romano. Roma, 1828 (en línea).